# Julien Vande Veegaete
Julien Vande Veegaete (Gand, 1886 - Gand, 1960) est un artiste peintre belge.

## Biographie
Julien Vande Veegaete naît en 1886 à Gand en Belgique. Peintre, aquarelliste, dessinateur, graveur et sculpteur, il est l'élève de Ferdinand Willaert, de Jules Evariste van Biesbroeck et Jean Delvin à Académie royale des beaux-arts de Gand.
Il obtient le prix de Rome en sculpture et le deuxième prix de Rome en peinture en 1920.
Sa fille, Marie-Josée, se consacre également à la peinture à partir de 1942, avec le soutien de son père. Elle peint essentiellement des enfants, jusqu’à ce que des problèmes mentaux mettent fin à sa carrière.

## Œuvres
Les thèmes de prédilection de Julien Vande Veegaete sont les portraits (généralement de femmes) et les paysages (principalement de Gand, sa ville natale).
Ses peintures reflètent généralement une atmosphère intimiste, imprégnée de silence et de mélancolie, aux touches impressionnistes.
Certaines de ses œuvres sont exposées à l’hôtel de ville d’Alost (Belgique).